# Kenny Delgado
Kenny Delgado Silva es un locutor y actor colombiano que ha desarrollado su carrera artística principalmente en televisión. Ha sido partícipe de novelas reconocidas como "Vecinos", "La teacher de Inglés" y es altamente reconocido como la voz de Colombia.

## Carrera
Delgado inició su carrera en televisión como  presentador del magazín Hola Paola, junto a Paola Turbay en 1992. Luego participó  en la popular telenovela Café con aroma de mujer seguida de un papel más destacado en la serie Amanda, tortas y suspiros. En 1996 integró en elenco de las telenovelas Las ejecutivas y La otra mitad del sol ganando ese año el Premio India Catalina del festival de cine como Mejor Actor.
En 2002 interpretó el papel de Leonardo Molina en El precio del silencio y dos años más tarde a Alfonso Escalante en Las noches de Luciana. En 2008 integró el elenco de la telenovela Vecinos y dos años después encarnó al expresidente de Colombia Álvaro Uribe Vélez en la miniserie Operación jaque, basada en la operación militar del mismo nombre.
En la década de 2010 hizo parte del elenco de dos producciones de televisión, La Teacher de inglés (2011)  Alias el Mexicano (2013) y nadie es Eterno en el Mundo. En 2016 registró una colaboración con el director Miguel Urrutia para protagonizar una trilogía de cortometrajes compuesta por Elmira, los suicidios de Sara, Marcela y el mar y Leticia.

## Filmografía

### Televisión
| Año       | Título                        | Personaje                                | Canal              |
| --------- | ----------------------------- | ---------------------------------------- | ------------------ |
| 1994-1995 | Café con aroma de mujer       | Dr. Víctor Ángel                         | Canal A            |
| 1995-1996 | Las ejecutivas                | Eduardo Sáenz                            | Cadena Uno         |
| 1995-1996 | La otra mitad del sol         | Patricio Camacho                         | Canal A            |
| 2002      | El precio del silencio        | Leonardo Molina                          | Canal RCN          |
| 2004-2005 | Las noches de Luciana         | Alfonso Escalante                        | Canal RCN          |
| 2005      | Casados con hijos             | Cándido Choro Ep: Ladrón que roba ladrón | Caracol Televisión |
| 2007-2008 | Nadie es eterno en el mundo   | Alejandro Santamaría                     | Caracol Televisión |
| 2008-2009 | Vecinos                       | Álvaro Vélez                             | Caracol Televisión |
| 2010      | Operación Jaque               | Álvaro Uribe Vélez                       | Caracol Televisión |
| 2011      | La Teacher de inglés          | José Acosta                              | Caracol Televisión |
| 2013-2014 | Alias el Mexicano             | Juan Manuel Ángel                        | Canal RCN          |
| 2015      | ¿Quién mató a Patricia Soler? | Doctor                                   | MundoFox           |
| 2018      | Nadie me quita lo bailao      |                                          | Canal RCN          |
| 2019      | El Man es Germán 4            | Juan Manuel                              | Canal RCN          |

## Cine
| Año  | Título                        | Personaje | Nota |
| ---- | ----------------------------- | --------- | ---- |
| 2016 | Leticia                       | Arturo    |      |
| 2016 | Marcela y el mar              | Arturo    |      |
| 2016 | Elmira, los suicidios de Sara | Arturo    |      |
| 1997 | La invencible mujer piraña    |           |      |
| 1995 | Amanda, tortas y suspiros     |           |      |